# Ножан-сюр-Сен
Ножан-сюр-Сен (фр. Nogent-sur-Seine) — городок и коммуна на Сене в департаменте Об с населением 6,1 тыс. жит. (2009).

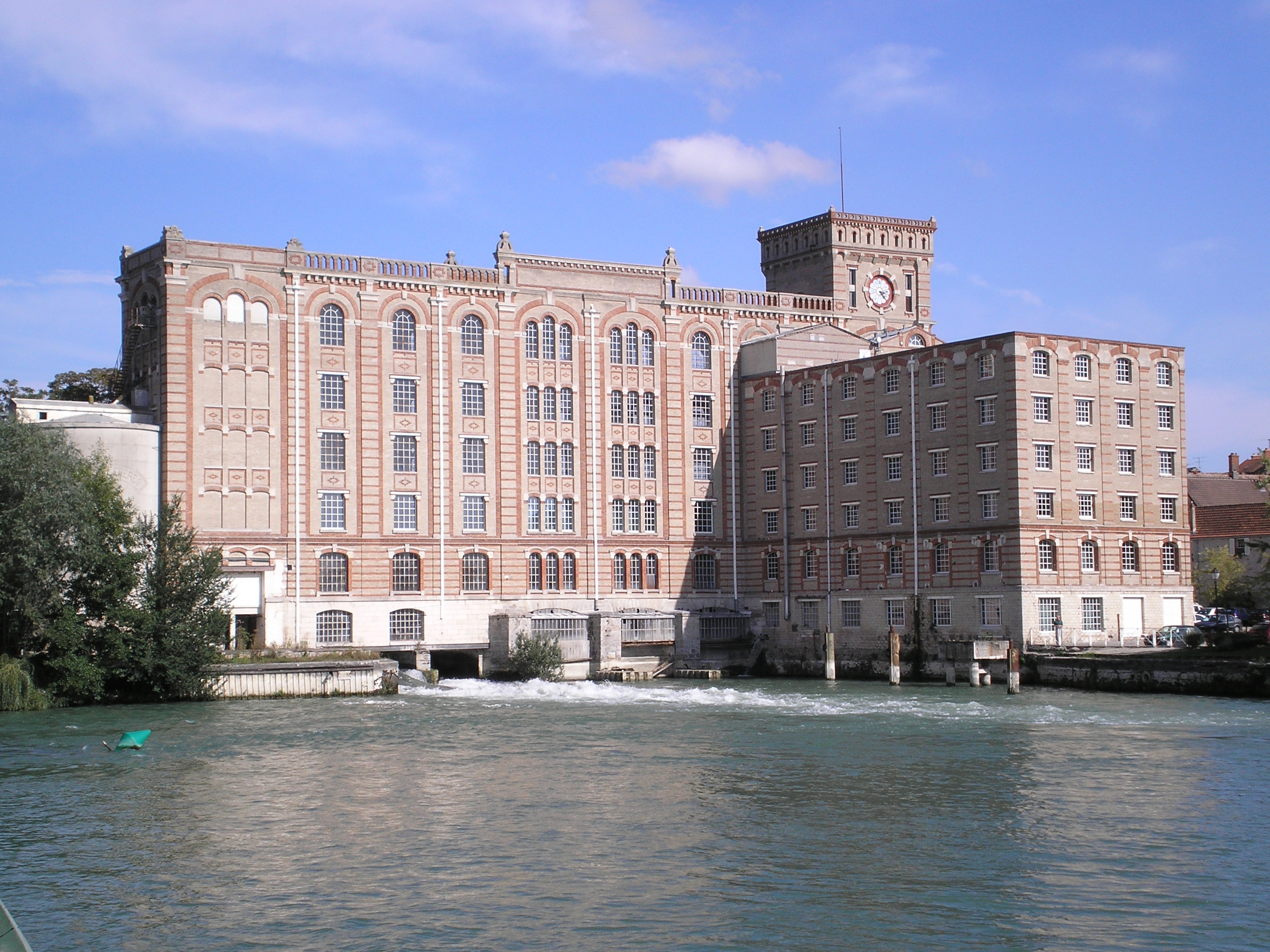
Ножанская мельница

Поселение выросло при старинной и весьма крупной мельнице, которая приобрела современный вид на рубеже XIX и XX веков; с 1994 года служит штаб-квартирой сельскохозяйственного концерна Sufflet. Флобер поместил в Ножане действие первой части романа «Воспитание чувств». Здесь прошло детство Поля и Камиллы Клоделей. В 1902 году основан музей Поля Дюбуа и Альфреда Буше (известные в своё время скульпторы), который в 2017 году переименован в музей Камиллы Клодель (фр.). 
В 1359 году под Ножаном произошло сражение между войсками епископа Труа и соединёнными силами англичан и наваррцев, в 1814 году — между французскими войсками генерала Бурмона и войсками союзников по антинаполеоновской коалиции. 
К числу местных достопримечательностей, помимо мельницы и дома Клоделей, принадлежат позднеготическая церковь св. Лаврентия, где до Французской революции покоились останки Абеляра и Элоизы, купеческие особняки XVII—XVIII веков и замок Ла-Мот-Тилли (на берегу Сены в 7 км от города).

## Известные уроженцы
- Дюбуа-Пигаль, Поль (1829—1905) — французский скульптор и художник-портретист. Член французской Академии изящных искусств.